# Polizisten
Polizisten ist ein Lied der deutschen Band Extrabreit.

## Hintergründe und Entstehung
Der Text stammt von Kai Havaii und die Musik komponierten Havaii und Wolfgang Jäger. Das Lied wird der Neuen Deutschen Welle zugerechnet. Es erschien 1981 als Single und auf dem Album Welch ein Land ! – Was für Männer:. Das Lied beschreibt eine Reihe von bekannten Polizisten-Klischees.
Kai Havaii hatte den Text bereits fertig, die Musik entstand später im ehemaligen Oeger-Lux-Kino im Hagener Stadtteil Hohenlimburg, das von den neuen Besitzern als Punk-Bar mit einem kleinen Konzertsaal unter dem Namen Rockpalast Hohenlimburg betrieben wurde. Extrabreit durften den Saal im Anschluss an einen Auftritt dort für einige Zeit als Proberaum nutzen. Als an diesem Abend Manager Jörg A. Hoppe in den Rockpalast kam, spielte ihm die Gruppe das fertige Stück vor, und Hoppe wurde später mit den Worten zitiert: „Das ist es Jungs, das ist es“.

Havaii erzählte zur Entstehung: 

„Als mir der Text einfiel, hatte es gerade wieder Strassenschlachten in Berlin gegeben. Es gab damals so einen Spruch ‚Haut die Bullen platt wie Stullen!‘. In diese Richtung wollte ich mit dem Lied definitiv nicht, es ging mir darum, die psychologische Spannung deutlich zu machen, was es bedeutet, wenn ein Mensch Staatsautorität verkörpern soll und darum, daß es damals eine ständig wachsende und oft einschüchternde Polizeipräsenz gab.“

Musikalisch ist das Stück der New Wave zuzuordnen. Das Lied gilt als „Dokument einer geglückten Punk-Rezeption im deutschen Rock.“

## Remixes
Oliver Momm fertigte 1990 unter dem Titel Polizisten Remix ’90 einen ersten Remix an, der als B-Seite auf der Maxisingle des ebenfalls von ihm neu abgemischten Liedes Hurra, hurra, die Schule brennt enthalten war und eine Länge von 6:45 Minuten hatte. Eine Hardcore-Electro-Version des Liedes erschien 1995, Interpret war „X-Brite Hits The G.D.P. Feat. The FBR“. Der Electro / Punk Remix von Marc Feind feat. Extrabreit wurde 2010 veröffentlicht. Auf der Maxisingle sind zwei weitere Remixes enthalten, von denen der Berlin Remix von Rod Gonzalez (Die Ärzte) unter dem Pseudonym General Mac Arthur erstellt wurde. Darüber hinaus spielte er für diese Version des Liedes Gitarre und Bass. Der aus Österreich stammende Musiker Michael Kohlbecker veröffentlichte 2014 einen von ihm erstellten Remix des Liedes auf seinem Album End of Time.

## Coverversionen
2003 nahm D-Flame den Song für sein Album Unaufhaltsam auf. 2006 coverte Oomph! das Lied für ihr Best-of-Album Delikatessen. Zudem erschien 2013 ein Schlager-Cover von Heino auf der Bonus-Edition seines Albums Mit freundlichen Grüßen. Ein weiteres Cover gibt es von Michael Naseband mit der Show-Band Palazzo.

## Rezeption
In den deutschen Charts erschien die Single am 11. Januar 1982. Dieser erste Extrabreit-Hit hielt sich insgesamt 21 Wochen in den deutschen Single-Charts und erreichte Platz 27.
Im Programm des Bayerischen Rundfunks wurde das Lied nicht gespielt, angeblich auf Veranlassung des bayerischen Ministerpräsidenten Franz Josef Strauß.